# Joaquín García (szermierz)
Joaquín García Orcoyen (ur. 11 marca 1905 w Esténoz w gminie Guesálaz, zm. w grudniu 1934 w Madrycie) – hiszpański szermierz, uczestnik Igrzysk Olimpijskich 1928 w Amsterdamie. 

## Kariera sportowa
Na igrzyskach uczestniczył w konkursie indywidualnym szablistów, w którym zajął 6. miejsce w pierwszej fazie grupowej i zakończył udział w turnieju.